# Бондин, Эмбер
Эмбер Бондин (род. 26 мая 1991, Калькара, Мальта) — мальтийская певица. Представитель Мальты на Евровидении 2015.

## Евровидение
Эмбер пыталась попасть на Евровидение с 2011 года, участвуя в отборочном конкурсе каждый год. В 2012 году она выступила на Евровидении в качестве бэк-вокалистки у Курта Каллеи. Песня «This is The Night» по результатам полуфинала вышла в финал, заняв в итоге 21 место с 41 баллами.
22 ноября 2014 года состоялся финал национального отбора Мальты на Евровидение 2015. Он прошёл в городе Марса на арене «Malta Shipbuilding», где прошло Детское Евровидение 2014. По результатам голосования Эмбер с песней «Warrior» заняла 1 место и должна была представить Мальту на Евровидении 2015 в Вене в мае. 9 марта вышел официальный видеоклип.
Эмбер выступала во втором полуфинале конкурса Евровидение под номером 5. Однако она не вошла в десятку лучших и не попала в финал.